# پاریکلسیتول
پاریکلسیتول (توسط آزمایشگاه ابوت با نام تجاری Zemplar به بازار عرضه شده‌است) دارویی است که برای پیشگیری و درمان Secondary hyperparathyroidism (ترشح بیش از حد هورمون پاراتیروئید) همراه با نارسایی مزمن کلیه استفاده می‌شود. این ماده آنالوگ ۲۵٬۱-دی‌هیدروکسی‌ارگوکلسیفرول است، که شکل فعال ویتامین D۲ (ارگوکلسیفرول) محسوب می‌شود.
این دارو در سال ۱۹۸۹ ثبت اختراع شد و در سال ۱۹۹۸ برای استفاده پزشکی تأیید شد.